# Frank O'Hara
Francis Russell O’Hara, conhecido como Frank O'Hara (Baltimore, 27 de março de 1926 - Long Island, 25 de julho de 1966) foi um poeta, crítico e dramaturgo dos Estados Unidos, que formou o grupo fundador da chamada Escola de Nova Iorque, juntamente com John Ashbery e Kenneth Koch. 
O objetivo deste grupo era estabelecer um ponto de encontro entre o teatro, pintura, poesia e música, um denominador comum para seus temas e também uma linguagem comum. 
Foi curador do Museu de Arte Moderna de Nova Iorque nos anos de 1960, mas abandonou o cargo para dedicar-se integralmente à literatura.
Parte da poesia do autor foi publicada em colaboração com artistas visuais e obras suas escritas em verso foram criadas para o teatro, representadas em teatros de vanguarda.
Apesar de escrever poesia quase todos os dias de sua vida adulta e de considerar a poesia um território para a diversão dos leitores, sua obra somente se tornou mais popular após a sua morte.

## Obras

### Livros publicados em vida
- A City Winter and Other Poems. Two Drawings by Larry Rivers. (New York: Tibor de Nagy Gallery Editions, 1951 [sic, i.e. 1952])
- Oranges: 12 pastorals. (New York: Tibor de Nagy Gallery Editions, 1953; New York: Angel Hair Books, 1969)
- Meditations in an Emergency. (New York: Grove Press, 1957; 1967)
- Second Avenue. Cover drawing by Larry Rivers. (New York: Totem Press in Association with Corinth Books, 1960)
- Odes. Prints by Michael Goldberg. (New York: Tiber Press, 1960)
- Lunch Poems. (San Francisco, CA: City Lights Books, The Pocket Poets Series (No. 19), 1964)
- Love Poems (Tentative Title). (New York: Tibor de Nagy Gallery Editions, 1965)

### Obras póstumas
- In Memory of My Feelings, volume comemorativo ilustrado por 30 artistas norte-americanos e editado por Bill Berkson(New York: The Museum of Modern Art, 1967)
- The Collected Poems of Frank O'Hara. Editado por Donald Allen com uma introdução de John Ashbery (1st ed. New York: Knopf, 1971; Berkeley: University of California Press, 1995) — partilhou o National Book Award com Howard Moss, Selected Poems[5]
- The Selected Poems of Frank O'Hara. Editado por Donald Allen (New York: Knopf, 1974; Vintage Books, 1974)
- Standing Still and Walking in New York. Editado por Donald Allen (Bolinas, Calif: Grey Fox Press; Berkeley, Calif: distributed by Bookpeople, 1975)
- Early Writing. Editado por Donald Allen (Bolinas, Calif: Grey Fox; Berkeley: distributed by Bookpeople, 1977)
- Poems Retrieved. Editado por Donald Allen (Bolinas, Calif: Grey Fox Press; Berkeley, Calif: distributed by Bookpeople, 1977)
- Selected Plays. Editado por Ron Padgett, Joan Simon, and Anne Waldman (1st ed. New York: Full Court Press, 1978)
- Amorous Nightmares of Delay: Selected Plays. (Baltimore, MD: Johns Hopkins University Press, 1997)
- Selected Poems. Editado por Mark Ford (New York: Knopf, 2008)
- Poems Retrieved (City Lights, 2013)
- Lunch Poems. Edição do 50º aniversário (City Lights, 2014)

### Exposições
- Jackson Pollock. (New York: George Braziller, Inc. 1959)
- New Spanish painting and sculpture. (New York: The Museum of Modern Art, 1960)
- Robert Motherwell: with selections from the artist's writings. by Frank O'Hara (New York: The Museum of Modern Art, 1965)
- Nakian. (New York: The Museum of Modern Art, 1966)
- Art Chronicles, 1954–1966. (New York: G. Braziller, 1975)

### Sobre O'Hara
- Frank O'Hara: Poet Among Painters by Marjorie Perloff (New York: G. Braziller, 1977; 1st paperback ed. Austin: University of Texas Press, 1979; Chicago, IL: University of Chicago Press, with a new introduction, 1998)
- Frank O'Hara by Alan Feldman (Boston: Twayne Publishers, 1979 . . . frontispiece photo of Frank O'Hara c. by Richard Moore)
- Frank O'Hara: A Comprehensive Bibliography by Alexander Smith, Jr. (New York: Garland, 1979; 2nd print. corrected, 1980)
- Homage to Frank O'Hara. edited by Bill Berkson and Joe LeSueur, cover by Jane Freilicher (originally published as Big Sky 11/12 in April, 1978; rev. ed. Berkeley: Creative Arts Book Company, 1980)
- Art with the touch of a poet: Frank O'Hara. exhibit companion compiled by Hildegard Cummings (Storrs, Conn. : The William Benton Museum of Art, University of Connecticut, 1983 . . . January 24-March 13, 1983)
- Frank O'Hara: To Be True To A City edited by Jim Elledge (Ann Arbor: University of Michigan Press, 1990)
- City Poet: The Life and Times of Frank O'Hara by Brad Gooch (1st ed. New York: Knopf, 1993; New York: HarperPerennial, 1994)
- In Memory of My Feelings: Frank O'Hara and American Art by Russell Ferguson (Los Angeles: The Museum of Contemporary Art, Los Angeles / University of California Press, 1999)
- Hyperscapes in the Poetry of Frank O'Hara: Difference, Homosexuality, Topography by Hazel Smith (Liverpool University Press, Liverpool, 2000)
- Digressions on Some Poems by Frank O'Hara by Joe LeSueur (New York: Farrar, Straus and Giroux, 2003).
- Frank O'Hara: The Poetics of Coterie by Lytle Shaw (Iowa City: University of Iowa Press, 2006)